# Nassarius (Niotha) stigmarius
Nassarius (Niotha) stigmarius is een slakkensoort uit de familie van de Nassariidae. De wetenschappelijke naam van de soort is voor het eerst geldig gepubliceerd in 1852 door A. Adams.